# Antoine Béchamp

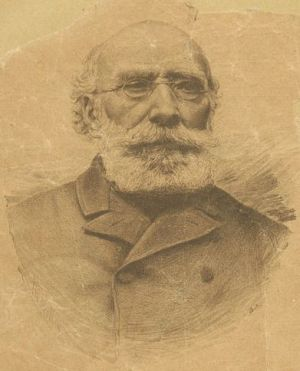
Antoine Béchamp

Pierre Jacques Antoine Béchamp (* 15. oder 18. Oktober 1816 in Bassing; † 15. April 1908 in Paris) war ein französischer Chemiker, Mediziner und Pharmazeut.

## Leben
Antoine Béchamp kam als Sohn eines Müllers auf die Welt. Sein Onkel, französischer Konsul im Fürstentum Walachei, nahm den Siebenjährigen mit nach Bukarest, wo jener 1831 eine Apothekerlehre begann. 1834 kehrte er zurück, weil sein Onkel an Cholera gestorben war, und schrieb sich an der Straßburger Apothekerschule (École supérieure de Pharmacie) ein. 1843 gründete er in Straßburg eine Apotheke. 1851 übernahm er an der Apothekerschule die Sektion für Chemie, Physik und Toxikologie. In dieser Zeit war ein Kollege von ihm Louis Pasteur, Chemie-Professor an der Universität Straßburg, dem er auch seine Doktorarbeit in Chemie von 1853 widmete. 1856 wurde er Professor für klinische Chemie und Pharmazie an der Universität Montpellier und legte im selben Jahr seine Doktorarbeit in Medizin vor. 1876 wurde er als Dekan an die Freie Medizinische Hochschule von Lille (Faculté libre de médecine de Lille) berufen. Diese katholisch geprägte Hochschule entließ ihn 1888 mit dem Vorwurf, „Materialismus“ gelehrt zu haben. Zusammen mit seinem ältesten Sohn Joseph (1847–1893) erwarb Béchamp daraufhin eine Apotheke in Le Havre. Als Joseph im Alter von nur 45 Jahren starb, zog Antoine Béchamp nach Paris, wo er an der Sorbonne in einem kleinen Labor wissenschaftlich arbeiten konnte. Hier starb er im Alter von 91 Jahren. Als Ritter der Ehrenlegion erhielt er ein militärisches Begräbnis; er liegt auf dem Friedhof Montparnasse begraben.

## Werk

### Chemie
Béchamps medizinische Doktorarbeit Versuch über die albuminoiden Substanzen und ihre Umwandlung in Harnstoff erregte die Aufmerksamkeit von Jean-Baptiste Dumas, der sie in der Akademie der Wissenschaften vorstellte. In ihr zeigte Béchamp, dass Harnstoff aus Proteinen („albuminoide Substanzen“) durch Oxidation mit Kaliumpermanganat gebildet werden kann, eine Leistung, von der Dumas meinte, dass er selbst mehrfach daran gescheitert sei. Damit sei der Ursprung des Harnstoffs im tierischen Stoffwechsel aufgeklärt.
1852 entwickelte Béchamp ein kostengünstiges Verfahren, Anilin durch Reduktion von Nitrobenzol mit Eisenspänen und Essigsäure herzustellen (Béchamp-Reduktion). Diese Methode trug zum Aufstieg der Farbenindustrie bei. 1863 synthetisierte er Atoxyl durch Reaktion von Anilin mit Arsensäure. Atoxyl wurde als Medikament bei Blutarmut, Hautkrankheiten und in einem gewissen Umfang zur Therapie der Schlafkrankheit eingesetzt.

### Béchamps Theorie zum Pleomorphismus (Vielgestaltigkeit)
Aufgrund experimenteller Arbeiten entwickelte Béchamp ab 1857 (siehe unten) eine inzwischen widerlegte Hypothese des Pleomorphismus, nach der alle tierischen und pflanzlichen Zellen aus kleinsten Partikeln beständen, die sich unter bestimmten Umständen zu Bakterien weiterentwickeln könnten. Nach dem Tod der Zelle hätten diese Partikel die Fähigkeit, weiter zu existieren. Béchamp nannte diese kleinen Partikel „Mikrozyme“ (microzymas oder granulations moléculaires).
Nach Béchamps Überzeugung seien Mikrozyme in der Lage, sich zu replizieren, besäßen einen eigenen Stoffwechsel, könnten Zeichen der Gärung zeigen, Gewebe bilden und sich zu Bakterien oder Myzelien, wie sie von Pilzen bekannt sind, weiterentwickeln. Laut Béchamp bildeten Mikrozyme die Basis allen Lebens. Béchamp warf seinen Forscherkollegen vor, dass diese ihre Beobachtungen lediglich an fixierten, in Scheiben aufgetrennten und angefärbten – also toten – Lebewesen machen würden, während seine Beobachtungen sich auf lebende Präparate beziehen würden.
Damals war es eine beliebte Laborpraxis, gärenden Kulturen Kreide zuzugeben, um das Medium zu neutralisieren. 1866 berichtete Béchamp, dass diese Kreide extrem kleine Organismen enthalte, die noch kleiner als Hefen seien. Obwohl Béchamp Microzyma cretae – wie er die Organismen nannte – für so alt wie die Kreide selbst hielt, schienen sie noch am Leben zu sein. Ähnliche Lebewesen fand Béchamp auch in Böden. Der Biochemiker Keith L. Manchester spekulierte, ob Béchamp tatsächlich Bakterien gesehen habe.
1867 veröffentlichte Béchamp eine Arbeit, in der er den Kohlenstoffkreislauf zwischen Biosphäre und unbelebter Natur beschrieb. Während sein Konkurrent, der Vitalist Louis Pasteur, zwischen einer belebten und einer unbelebten Chemie unterschied, bestand Béchamp darauf, dass es nur eine Chemie gebe. Solche Ansichten trugen ihm – einem gläubigen Katholiken – den Vorwurf des Materialismus ein, der ihm 1888 seine Anstellung in Lille kosten sollte.
Béchamps Hypothesen inspirierten eine Reihe von Wissenschaftlern des 19. und 20. Jahrhunderts wie den deutschen Zoologen Günther Enderlein, Wilhelm Reich (Bion), den Amerikaner Royal Rife und die Russin Tamara Lebedewa. Béchamps Ansichten sind mittlerweile von der modernen Biologie und Medizin widerlegt worden, spielen aber weiterhin bei einigen alternativmedizinischen Lehren eine Rolle.

### Kontroversen mit Pasteur

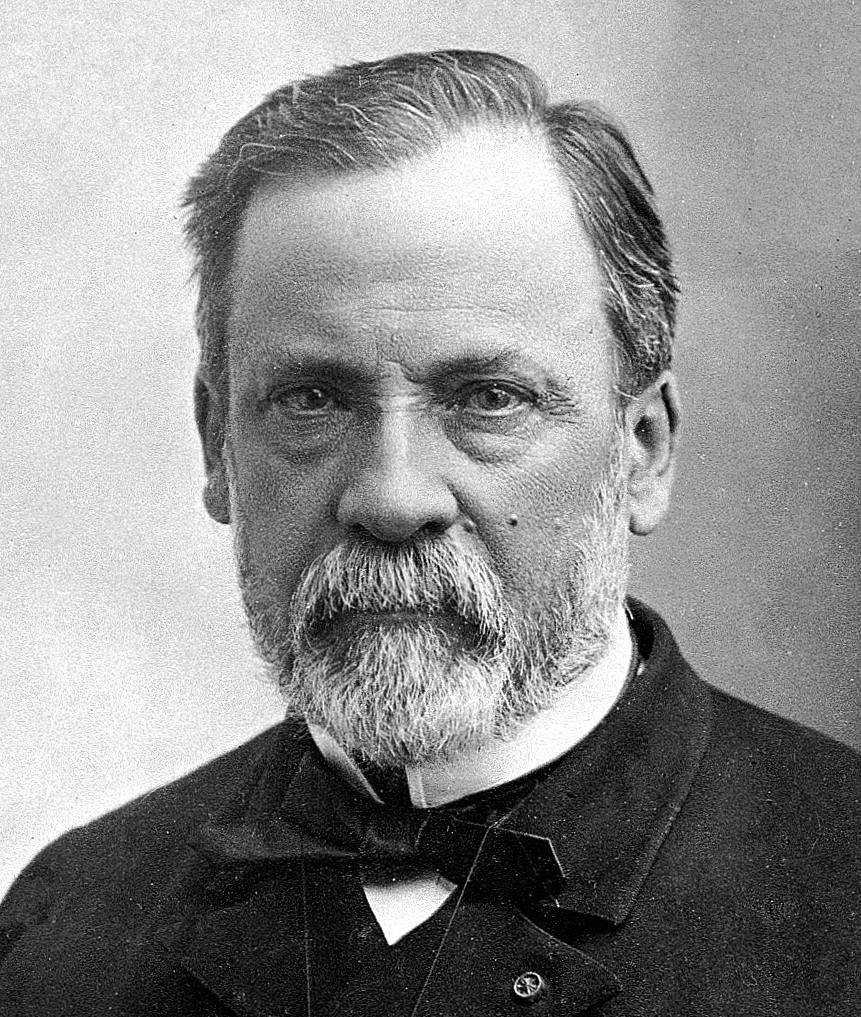
Louis Pasteur, 1878, Foto von Nadar. Béchamp hielt Pasteur für einen Plagiator seiner eigenen Arbeiten: „Ich bin der Vorläufer von Pasteur, genau so wie der Bestohlene der Vorläufer eines neureichen, glücklichen und dreisten Diebes ist, der ihn verhöhnt und beleidigt.“

Béchamp wird in zahlreichen Büchern, etwa im Dictionnaire de biographie française, als „Vorläufer“ Pasteurs bezeichnet. In ihrer Straßburger Zeit pflegten die beiden noch ein freundschaftliches Verhältnis zueinander. Sie hatten ähnliche Interessen: So beschäftigte sich Béchamp zwischen 1854 und 1857 – also noch vor Pasteur – mit Fragen der Gärung.

#### Hydrolyse von Rohrzucker als Ergebnis der Aktivität von Lebewesen
Zum ersten Mal in Konflikt gerieten Béchamp und Pasteur bei der Interpretation eines Experiments zur Hydrolyse von Rohrzucker (Saccharose) in Glucose und Fructose (Invertzucker). Dieser Prozess lässt sich anhand der Drehung der Schwingungsebene von polarisiertem Licht verfolgen. Béchamps erste Veröffentlichung zu diesem Phänomen datiert von 1855. Hier berichtete er, dass die Hydrolyse unterblieb, wenn er 25 % Calcium oder Zinkchlorid zugab. In einer Tabelle vermerkte Béchamp in einer Fußnote, dass sich in der Vergleichslösung ohne diese Salze Schimmel gebildet hatte, der jedoch nicht zunahm. Béchamp geht in dieser Publikation nicht weiter auf die Frage ein, ob der Schimmel bei der Hydrolyse irgendeine Rolle spielte.
1858 revidierte Béchamp seine früheren Ansichten und schrieb, dass die Hydrolyse nicht auf kaltes Wasser zurückzuführen, sondern Ergebnis einer „echten Gärung“ sei. Die Hydrolyse laufe in dem Maße ab, wie sich Schimmel entwickele. 1872 reklamierte Béchamp die Priorität für die Entdeckung, dass „organisierte Fermente“ (Enzyme, die Bestandteile von Lebewesen waren), sich in Kulturmedien in Abwesenheit von proteinhaltigem Material entwickeln können. Bei der Gärung handele es sich im Wesentlichen um einen Vorgang der Ernährung und Exkretion. Pasteur fertigte Béchamps Prioritätsanspruch 1876 in einer Fußnote in seinen Etudes sur la bière ab und suggerierte, dass Béchamp diese Ideen Pasteurs Arbeiten über die Milchsäuregärung und die alkoholische Gärung von 1857 entnommen habe. Béchamp reagierte in seinem Werk Les microzymas mit einem Wutausbruch und einem Hinweis auf eine Veröffentlichung von 1857, die tatsächlich aber nicht existiert (damals wurde von Zeitschriften noch nicht das Datum vermerkt, zu dem eine Arbeit eingereicht worden war; gemeint ist wahrscheinlich die Publikation von 1858). Der Biochemiker Keith L. Manchester analysierte diesen Konflikt und meinte, dass Pasteur und Béchamp unabhängig voneinander zu ähnlichen Ergebnissen gekommen seien. Ein Plagiatsvorwurf sei nicht gerechtfertigt.

#### Krankheiten der Seidenraupen
Zu einer weiteren Kontroverse kam es, als Pasteur 1865 von der Regierung beauftragt wurde, eine Krankheit der Seidenraupen namens pébrine zu untersuchen. Antoine Béchamp war auf diesem Gebiet bereits aktiv gewesen und bezeichnete 1866 in einer Notiz an die Akademie der Wissenschaften pébrine als Infektionskrankheit. Zu diesem Zeitpunkt verglich Pasteur die braunen Punkte, die sich bei dieser Krankheit bildeten, noch mit Krebszellen oder Lungen-Tuberkeln (der Charakter der Tuberkulose als Infektionskrankheit war damals noch unbekannt). Selbst 1867 lehnte Pasteur die Hypothese einer Infektionskrankheit für die pébrine noch ab. Im selben Jahr reklamierte Béchamp seine Priorität in einem Brief an die Akademie der Wissenschaften. Pasteur erwähnte Béchamp in seiner großen Monografie „Studien zu den Krankheiten der Seidenraupen“ von 1870 mit keinem Wort, obwohl er sonst die Arbeiten seiner Vorgänger referierte. Von der pébrine trennte Pasteur eine zweite, eigenständige Krankheit ab, die flacherie, die er ebenfalls als Infektionskrankheit beschrieb. Doch auch hier hatte Béchamp bereits eine Mikrobe identifiziert, die er Microzymas aglaiae nannte. Vermutlich sahen damals beide Forscher eine bakterielle Sekundärinfektion mit Bacillus bombycis  infolge der Viruserkrankung flacherie.
Bei den Krankheiten der Seidenraupen ist eine seltsame Verkehrung der Positionen zu beobachten: Während Pasteur zuvor bei der Gärung nachgewiesen hatte, dass der Erreger aus der Luft kommt, nahm er bei der pébrine fälschlicherweise zunächst an, der Krankheitsprozess stamme aus dem Inneren der Raupe. Béchamp dagegen glaubte – korrekt –, dass der Krankheitserreger von außen komme. Das widersprach der von ihm vertretenen Microzyma-Theorie, wonach sich bei einer Krankheit innerhalb des Körpers Bestandteile von Körperzellen – die so genannten microzymas – in Krankheitserreger wie Bakterien umwandelten. Pasteur lehnte Béchamps Pleomorphismus strikt ab und propagierte seinerseits den Monomorphismus, nach der die Gestalt und Funktion jedes Organismus durch seine Art bestimmt werden.

## Bibliographie
Werke von Antoine Béchamp (Auswahl):
- Recherches sur la pyroxyline. (premier mémoire). In: Journal de pharmacie et de chimie. 3. Folge, Band 22, 1853, S. 440–448. (deuxième mémoire). In: Annales de chimie et de physique. 3. Folge, Band 46, 1856, S. 338–360. (Doktorarbeit in Chemie für den docteur-ès-sciences)
- De l'action chimique de la lumière. G. Silbermann, Strasbourg 1853. (Doktorarbeit in Physik, Straßburg 19. August 1853)
- Essai sur les substances albuminoïdes et sur leur transformation en urée. G. Silbermann, Strasbourg 1856. (Doktorarbeit in Medizin)
- Conseils aux sériciculteurs sur l'emploi de la créosote dans l'éducation des vers à soie. Coulet, Montpellier 1867.
- De la circulation du carbone dans la nature et des intermédiaires de cette circulation. Asselin, Paris 1867.
- Les microzymas dans leur rapports avec l'hétérogénie, l'histogénie, la physiologie et la pathologie. Examen de la panspermie atmosphérique continue ou discontinue, morbifère ou non morbifère. Baillière, Paris 1883. (Neuauflage durch das Centre International de Recherches Antoine Béchamp (1990))

Eine vollständige Bibliographie – allerdings mit zahlreichen Druckfehlern – bietet Marie Nonclercq: Antoine Béchamp 1816–1908. L'Homme et le savant, originalité et fécondité de son œuvre. Maloine, Paris 1982, ISBN 2-224-00854-6, S. 189–198.
Werke über Antoine Béchamp:
- Antonio Cadeddu: Les vérités de la science. Pratique, récit, histoire: le cas Pasteur. Leo S. Olschki, Florenz 2005, S. 27–55. (zum Konflikt mit Pasteur über die Krankheiten der Seidenraupen)
- Keith L. Manchester: Antoine Béchamp: père de la biologie. Oui ou non? In: Endeavour. Band 25, Nr. 2, 2001, S. 68–73. (zum Konflikt mit Pasteur über die Hydrolyse des Rohrzuckers und zur Mikrozym-Hypothese)
- Marie Nonclercq: Antoine Béchamp 1816–1908. L'Homme et le savant, originalité et fécondité de son œuvre. Maloine, Paris 1982, ISBN 2-224-00854-6. (sehr parteiische Darstellung von Béchamps Leben)
- E. Douglas Hume: Béchamp or Pasteur? A lost chapter in the history of biology. Covici-McGee, Chicago 1923. (eine Streitschrift gegen Pasteur)